# Академічний ансамбль пісні і танцю України Державної прикордонної служби України
Академічний ансамбль пісні і танцю України Державної прикордонної служби України  — музичний колектив української Прикордонної стужби утворений 3 травня 1971 року, як ансабль Західного прикордонного округу Комітету державної безпеки СРСР при Раді міністрів СРСР. Організатором заснування став генерал Василь Козлов, а першим художнім керівником і головним диригентом Станіслав Павлюченко.
За час свого існування Ансамбль кілька раз змінював свою назву. До 1992 року він називався Ансамбль пісні і танцю військ Червонопрапорарорного Західного прикордонного округу КДБ при РМ СРСР. Після проголошення незалежності України і створення її Прикордонних військ, з 1992 по 2003 роки, колектив носив назву — Ансамбль пісні і танцю Прикордонних військ України. З 1 серпня 2003 року колектив отримав назву — Ансамбль пісні і танцю Державної прикордонної служби України. У 2007 році наказом міністра культури та туризму прикордонному творчому колективу присвоєно статус Академічного і він має сучасну назву.
Ансамбль складається з чоловічого хору, хореографічної групи, оркестру та значної групу артистів-вокалістів. У репертуарі — пісні українських композиторів, переважно на військово-патріатичну тему, пісні й танці різних народів (у тому числі українські), хорові твори української та зарубіжної класики.
Перший концерт, присвячений Дню прикордонника, відбувся 27 травня 1972 року в приміщенні Київської державної консерваторії імені Петра Чайковського. Нині колектив бере участь в урядових концертах, у культурному обслуговуванні офіційних делегацій з інших країн, записує свої програми на телебаченні та радіо України.
Перший гастрольний концерт був проведений 22 червня 1972 року у Бресті (нині Берестя, Білорусь). В подальшому колектив гастролював у Польській Народній Республіці (1973), Північній Кореї (1987), Угорській Народній Республіці (1988), Польщі і Грузії (1997), Румунії (1998), Іспанії (2000, 2005).

## Колектив
Серед вихованців Ансамблю — кіноактор Сергій Іванов; співаки Михайло Дідик, Микола Шопша та В'ячеслав Лупалов; диригенти Володимир Сіренко, Андрій Верес; баяністи Володимир Марунич, Юрій Карнаух та інші.
За час існування ансамблю більше сорока артистів-прикордонників були удостоєні державних почесних звань в області культури і мистецтв. Серед них заслужений працівник культури України полковник Василь Неграй, заслужені діячі мистецтв України Геннадій Синєок, Людмила Бурміцька, Ігор Охріменко, заслужені артисти України: Олена Косінова, Лілія Черноус, Олександр Дроб'язко, В'ячеслав Гога, Микола Гуральник, Олександр Бурміцький, Іван Красовський, Олена Лукашова,  Дмитро Хома Ніна Мирвода, Сергій Коваль, Максим Апостолов, Юрій Ракул, Валентина Демочко, Іван Коренівський, народний артист України Олексій Паламаренко.
Такі солісти Ансамблю, як Олена Зінчук, Антон Медоліз, Сергій Дяченко артисти оркестру Віталій Козицький та Ганна Жбанкова, артист хору Євген Дигас, є Лауреатами Міжнародних та Всеукраїнських мистецьких конкурсів.
На початок 2025 року: начальник ансамблю Заслужений працівник культури України полковник Василь Неграй, художній керівник Заслужений діяч мистецтв України Геннадій Синєок, головний хормейстер Заслужений діяч мистецтв України Ігор Охріменко, головний диригент Лауреат Міжнародних конкурсів Віталій Козицький, головний балетмейстер Заслужена артистка України Лілія Черноус.

## Відзнаки
- Лауреат Першої премії на першому Всесоюзному конкурсі прикордонних ансамблів у Києві (1973)[1];
- Лауреат Першої премії на Всесоюзному конкурсі прикордонної пісні у Ленінграді (1976)[1];
- Лауреат всесоюзних оглядів-конкурсів прикордонних військових ансамблів у Москві (1976, 1981, 1-е місце);
- Республіканська премія ЛКСМУ імені Миколи Островського (1978);
- Лауреат Першого Всеукраїнського конкурсу хореографічних колективів імені Павла Вірського (2003)[1].